# Radomyšl
Radomyšl è un comune mercato della Repubblica Ceca facente parte del distretto di Strakonice, in Boemia Meridionale.

## Gemellaggi
Radomyšl è gemellata con:
- Montoggio, dal 2006